# Aegidius Schenk
Aegidius Schenk OFMConv (bürgerlich Franz Joseph Schenk, getauft 2. November 1719 in Burgau; † 10. Januar 1780 in Graz) war ein österreichischer Komponist und Organist.

## Leben und Werk
Aegidius Schenk wurde als Sohn des Schulmeisters und Organisten Johann Schenk (ca. 1694–1750) geboren. 1736 immatrikulierte er sich an der Grazer Universität als Rhetor. 1738 trat er in den Grazer Minoritenkonvent ein. 1742 wurde er in  Seggau (Südsteiermark) zum Priester geweiht. 1747 erwarb er ein Baccalaureat.
Mit Ausnahme der Jahre von 1759 bis 1761 sowie 1764 bis 1767 (während der zuletzt genannten Jahre war er in Pettau) wirkte Schenk im Grazer Ordenshaus und fungierte als Organist an der Mariahilferkirche. Sein kompositorisches Werk umfasst Marienantiphonen, Litaneien, Messen, Vespern, Psalmvertonungen, Offertorien, Te Deum, Arien, Duette und Motetten.